# Busso Thoma
Busso Thoma est un commerçant allemand et un Major de la Seconde Guerre mondiale, né le 31 octobre 1899 à St. Blasien et mort exécuté le 23 janvier 1945 à Berlin, dans la prison de Plötzensee.
Il a été l'un des conjurés du complot du 20 juillet 1944.

## Biographie
Après avoir été soldat au cours de la Première Guerre mondiale, Busso Thoma réintègre l'armée en 1939 et devient officier du personnel, au grade de Hauptmann, à l'Office général de l'armée de terre, le Allgemeines Heeresamt (de) dirigé par le général Friedrich Fromm, Chef der Heeresrüstung und Befehlshaber des Ersatzheeres (de), qui était un de ses camarades de combat entre 1914 et 1918.
Il rencontre le Hauptmann Hermann Kaiser (de) en 1941, et entre dans les réseaux de résistance au nazisme. Il est promu Major en gardant la même affectation au Bendlerblock, où se trouve l'état-major de l’Ersatzheer.
Soupçonné d'être l'un des membres du complot du 20 juillet 1944, il est arrêté le 14 septembre, puis condamné à mort par le Volksgerichtshof le 17 janvier 1945 et pendu dans la prison de Plötzensee six jours plus tard, le même jour que Hermann Kaiser et quelques autres.